# Bill Odenkirk
Bill Odenkirk (13 de outubro de 1965) é um escritor, produtor e ator americano. Dentre os seus trabalhos, escreveu para Futurama, Tenacious D e The Simpsons. Seu irmão mais velho, Bob Odenkirk, também é ator.